# An Cheathrú Rua
An Cheathrú Rua (Engels: Carraroe) is een dorpje in het westen van het graafschap Galway in Ierland. De plaats ligt in de Connemara Gaeltacht. In 1986 speelde de Nederlandse voetbalclub FC Groningen hier een wedstrijd voor de UEFA cup tegen Galway United.